# Рено, Джессе
Джессе Ли Рено (англ. Jesse Lee Reno; 20 апреля 1823 — 14 сентября 1862) — американский кадровый военный, участник войны с Мексикой и генерал армии Союза во время американской гражданской войны. Погиб в 1862 году в ущелье Фокса, когда командовал IX федеральным корпусом в сражении при Южной Горе. В его честь названы округ Рино в Канзасе и город Рино в Неваде.

## Ранние годы
Рено родился в Уилинге, в штате Виргиния (сейчас — штат Западная Виргиния), третьим ребенком из восьми детей Льюиса Томаса и Ребекки Рено. Его предки пришли из Франции в 1770 году и изменили свою фамилию «Renault» на более англообразную «Reno». 1830 году его семья переехала в пенсильванский Франклин, где и прошло детство Рено.
В 1842 году Рено поступил в военную академию Вест-Пойнт и окончил её в 1846, 8-м по успеваемости из 59 кадетов класса 1846 года, среди которых были Томас Джексон, Джордж Пикетт, Дариус Коуч, Джордж Стоунмен и Джордж МакКлеллан. Особенно близким другом по академии у Рено был Томас Джексон. После академии Рено был определен в артиллерийский корпус во временном звании второго лейтенанта. Некоторое время он прослужил офицером артиллерии в Нью-Йоркском арсенале Уотервлит.

## Мексиканская война
Когда началась война с Мексикой, Рено служил в батарее гаубиц при осаде Веракруса. 3 марта 1847 года он получил постоянное звание второго лейтенанта. В апреле он участвовал в сражении при Сьерро-Гордо, а в августе — в сражении при Контрерас. 18 апреля 1847 года он получи временное звание первого лейтенанта за храбрость при Серро-Гордо. Он так же сражался при Чурубуско и при Чапультепеке, где был ранен. 13 сентября 1847 года он получил временное звание капитана за Чапультепек.
В 1849 году Рено вернулся в Вест-Пойнт, где преподавал математику (9 января — 16 июля 1849).

## Гражданская война
Рено вернулся из Юты в 1859 году и сразу получил капитанское звание за выслугу лет. В том же году он принял командование арсеналом Монт-Вернон в Алабаме. Вечером 4 января 1861 года Рено был вынужден сдать арсенал алабамской армии по приказу губернатора Алабамы, Эндрю Мура. Через неделю Алабама вышла из состава Союза.
После возвращения из Алабамы Рено был временно назначен командующим арсеналом форта Ливенворт, а в конце 1861 года ему присвоили звание бригадного генерала, перевели в Вирджинию и поручили командовать 2-й бригадой в экспедиционной армии генерала Бернсайда. С февраля по июль 1862 он участвовал в Северокаролинской экспедиции Бернсайда, сражался при Роанок-Айленд и Нью-Берне. Экспедиционная армия затем была превращена в IX корпус и включена в Потомакскую армию, а Рено стал командиром дивизии. Во время Северовирджинской кампании Рено пришлось сражаться против своего одноклассника и друга по Вест-Пойнту, Томаса Джексона. IX корпус был переведен в Вирджинию и принял участие во втором сражении при Булл-Ране и при Шантильи. 20 августа 1862 года Рено стал генерал-майором, хотя это повышение было официально оформлено уже после его смерти. В начале Мэрилендской кампании Бернсайд осуществлял общее командование двумя корпусами, передав 3 сентября IX корпус под командование Рено.

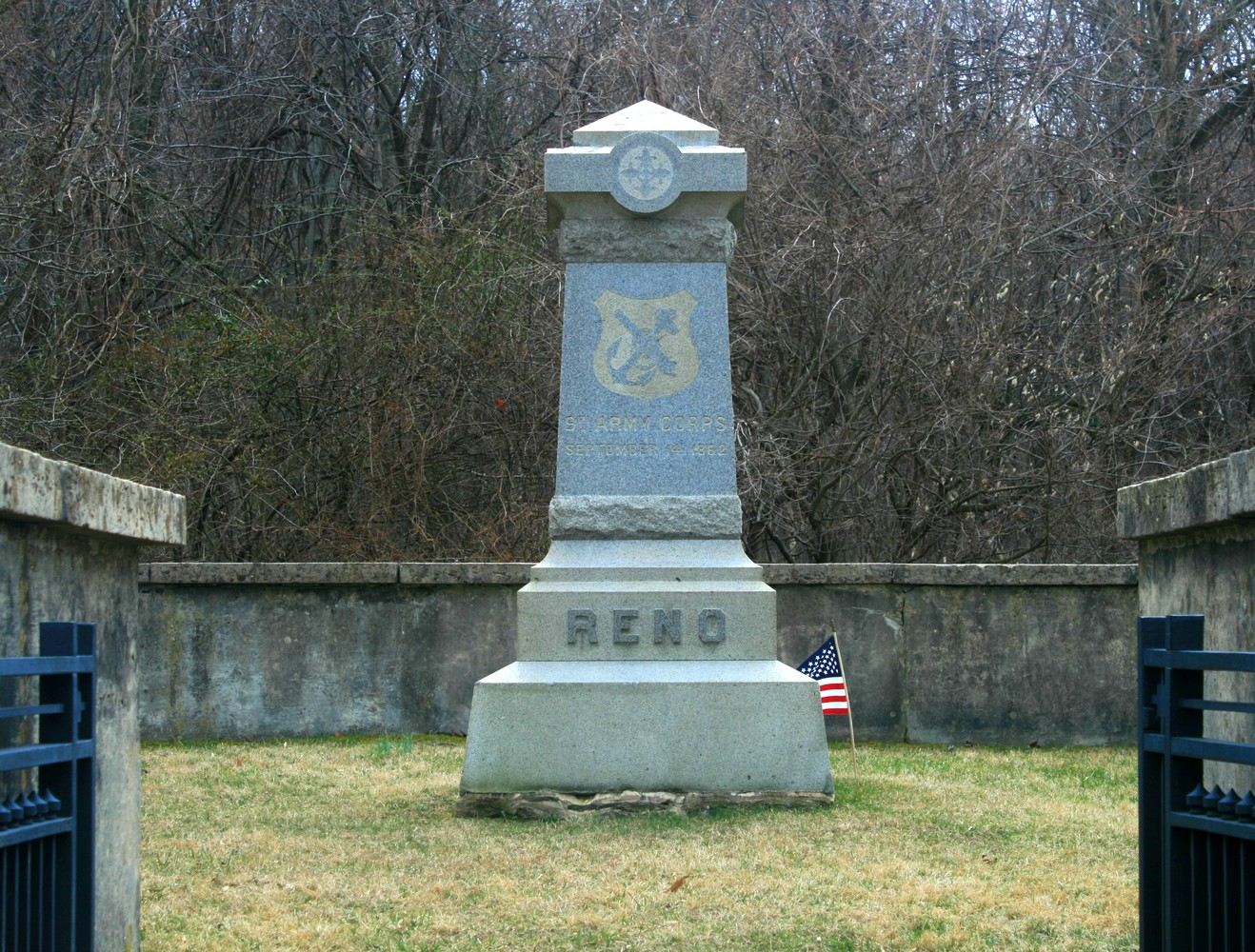
Мемориал на месте гибели Джессе Рено в Южных горах

12 сентября 1862 года корпус Рено стоял во Фредерике, а через два дня он лично проводил рекогносцировку позиций противника в ущелья Фокса во время сражения при Южной Горе. Пуля снайпера попала ему в грудь. Его доставили на носилках к генералу Сэмюэлю Стёрджису, которому он сказал: «Привет, Сэм, я мертв!» По его голосу Стёрджис решил, что он шутит, и ответил что надеется, что всё не всё так плохо. Рено ответил: «Да-да, я мертв, пока!» («Yes, yes, I’m dead—good-by!») и умер через несколько минут. Генерал-южанин Дэниель Хилл в рапорте написал: «Янки потеряли генерала Рено, вирджинца-ренегата, который был убит удачным выстрелом солдата 23-го северокаролинского». Джордж МакКлеллан впоследствии писал в мемуарах: «В лице генерала Рено нация потеряла одного из лучших своих генералов. Он был способным солдатом, храбрым и честным человеком».
Рено был единственным вест-пойнтцем класса 1846 года, погибшим в гражданской войне на стороне Севера.